# Općina Kumanovo
Općina Kumanovo (makedonski: Општина Куманово) je jedna od 80 Općina na sjeveroistoku Sjeverne Makedonije. Upravno sjedište ove općine je grad Kumanovo.

## Zemljopisne osobine
Općina Kumanovo graniči s općinama: Lipkovo, Ilinden i Aračinovo na zapadu, Srbijom 
na sjeveru, općinama Sveti Nikole i Petrovec na jugu, te općinama Staro Nagoričane i Kratovo na istoku. Ukupna površina Općine Kumanovo je 509 48 km².

## Stanovništvo
Općina Kumanovo ima 105 484 stanovnika i jedna je od najnapučenijih općina u Republici Makedoniji.
Po popisu stanovnika većinu stanovnika tvorili su
Makedonci - 63 746, drugi po brojnosti su Albanci s 27 290, treći Srbi  
s 9 062, Roma ima 4 256,  Turaka ima 292, 
Vlaha 147, Bosanaca 20,  te svih ostalih 671.
Za zadnjih teritorijalnih promjena ustroja Republike Makedonije 2003. 
godine Općini Kumanovo pripojene su dijelovi ruralne općine Općina Orašac, ostatak te bivše općine pridodan je Općini Staro Nagoričane.

## Naselja u Općini Kumanovo
Ukupni broj naselja u općini je 49, od toga samo jedan grad  - Kumanovo i 48 sela:
Agino Selo, Bedinje, Beljakovce, Biljanovce, Brzak, Čerkezi, Četirce, Dilga, Dobrošane, Dolno Konjare, Dovezence, Gabreš, Gorno Konjare, Gradište, Jačince, Karabičane, Klečevce, Kokošinje, Kolicko, Kosmatac, Kutlibeg, Kučkarevo, Kšanje, Lopate, Ljubodrag, Murgaš, Novo Selo, Novoseljane, Orašac, Pezovo, Proevce, Pčinja, Režanovce, Rečica, Romanovce, Skačkovce, Sopot, Studena Bara, Suševo, Šuplji Kamen, Tabanovce, Tromeđa, Umin Dol, Vakiv, Vince, Zubovce, Živinje

## Pogledajte i ovo
- Kumanovo
- Sjeverna Makedonija
- Općine Sjeverne Makedonije

## Vanjske poveznice
- Službene stranice općine Kumanovo  Arhivirana inačica izvorne stranice od 31. prosinca 2007. (Wayback Machine)
- Stranice općine Kumanovo na stranicama resornog ministarstva Makedonije  Arhivirana inačica izvorne stranice od 8. rujna 2006. (Wayback Machine)